# Hugo Weaving
Hugo Wallace Weaving, född 4 april 1960 i Ibadan, Nigeria, är en brittisk-australisk skådespelare.
Weavings far arbetade som seismolog i Nigeria när Weaving föddes, men familjen återvände till England ett år senare. Familjen flyttade senare till Australien, tillbringade några år i Sydafrika, återvände därefter till England för att slutligen flytta till Australien 1976. Weaving fick diagnosen epilepsi vid 13 års ålder, men har varit anfallsfri sedan 30-årsåldern tack vare regelbunden medicinering. Han är numera bosatt i Sydney med sambon Katrina Greenwood med vilken han har barnen Harry och Holly.
Weaving har studerat till teaterskådespelare vid National Institute of Dramatic Art (NIDA) i Australien. Han har en lång scenkarriär bakom sig och har sedan 1980-talet spelat på flera kända australienska teatrar och bland annat uppmärksammats i många Shakespeare-rolltolkningar. Under sin karriär har han filmat och medverkat i tv-produktioner sporadiskt. Weaving slog igenom på allvar som filmskådespelare 1999 i The Matrix när han spelade den onde Agent Smith som blev internationellt kultförklarad. Men han gjorde redan dessförinnan uppmärksammade rollprestationer i bland annat mini-serien Bangkok Hilton från 1989 (där han spelar Richard Carlisle, försvarsadvokaten till Nicole Kidmans karaktär) och i den australienska filmen Priscilla - öknens drottning från 1994. Efter Matrix-trilogin gjorde Weaving senare alvkungen Elrond i Peter Jacksons Härskarringen-trilogi och publik- och kritikersuccé som den maskbeklädde frihetskämpen V i V för Vendetta.

## Filmografi, i urval
| År   | Titel                              | Roll                     | Info     |
| ---- | ---------------------------------- | ------------------------ | -------- |
| 1989 | Bangkok Hilton                     |                          | TV-serie |
| 1991 | Blint bevis                        |                          |          |
| 1994 | Priscilla - öknens drottning       |                          |          |
| 1995 | Babe - den modiga lilla grisen     |                          | Röst     |
| 1998 | Förhöret                           |                          |          |
| 1999 | The Matrix                         | Agent Smith              |          |
| 2001 | Sagan om ringen                    | Elrond                   |          |
| 2002 | Sagan om de två tornen             | Elrond                   |          |
| 2003 | Sagan om konungens återkomst       | Elrond                   |          |
| 2003 | The Matrix Reloaded                | Agent Smith              |          |
| 2003 | The Matrix Revolutions             | Agent Smith              |          |
| 2004 | Peaches                            |                          |          |
| 2005 | Little Fish                        |                          |          |
| 2006 | V för Vendetta                     | V                        |          |
| 2006 | Happy Feet                         | Noak                     | Röst     |
| 2007 | Transformers                       | Megatron                 | Röst     |
| 2009 | Transformers: De besegrades hämnd  | Megatron                 | Röst     |
| 2010 | The Wolfman                        |                          |          |
| 2010 | Legenden om ugglornas rike         |                          | Röst     |
| 2011 | Transformers: Dark of the Moon     | Megatron                 | Röst     |
| 2011 | Captain America: The First Avenger | Johann Schmidt/Red skull |          |
| 2011 | Happy Feet 2                       | Noak                     | Röst     |
| 2012 | Cloud Atlas                        |                          |          |
| 2012 | Hobbit: En oväntad resa            | Elrond                   |          |
| 2013 | Mystery Road                       |                          |          |
| 2013 | The Turning                        |                          |          |
| 2014 | Healing                            |                          |          |
| 2014 | The Mule                           |                          |          |
| 2014 | Hobbit: Femhäraslaget              | Elrond                   |          |
| 2015 | Strangerland                       |                          |          |
| 2015 | The Dressmaker                     |                          |          |
| 2016 | Hacksaw Ridge                      |                          |          |
| 2018 | Mortal Engines                     | Thaddeus Valentine       |          |